# Katarzyna pomorska
Katarzyna pomorska (ur. 1390 lub 1391, zm. 4 marca 1426) – żona Jana Wittelsbacha, palatyna i księcia Palatynatu Neumarkt, córka Warcisława VII, księcia słupskiego i Marii meklemburskiej, siostra  króla Szwecji, Danii i Norwegii Eryka.

## Życiorys
Katarzyna od wczesnych lat życia wychowywała się na duńskim dworze Małgorzaty I. Początkowo prawdopodobnie była przygotowywana do roli mniszki. W literaturze przedmiotu pojawił się pogląd, że przebywała w klasztorze Vadstena (Szwecja). Więcej wiadomości pochodzi już z późniejszego jej życia, gdzie w okresie małżeństwa z Janem Wittelsbachem była pomysłodawczynią i założycielką klasztoru brygidek w Palatynacie.
W latach 1401–1402 pojawił się pierwszy projekt zawarcia małżeństwa z księciem Walii, późniejszym królem Anglii – Henrykiem V. Rozmowy przedmałżeńskie z niewiadomych przyczyn zostały zerwane. Królowa Małgorzata I po kilku latach zainteresowała się związkiem Katarzyny z potomkiem bawarskich Wittelsbachów. Rozmowy w sprawie mariażu, prowadzone od połowy 1406, zakończyły się podpisaniem układu małżeńskiego 11 listopada 1406. Zgodnie z umową małżeństwo z Janem miało nastąpić 15 sierpnia 1407, jednak termin został przesunięty na kolejny dzień i miesiąc – 25 września 1407 (A. Hofmaister). Katarzyna została żoną Jana Wittelsbacha, palatyna i księcia Palatynatu Neumarkt, syna elektora Palatynatu i króla niemieckiego Ruprechta III Wittelsbacha i Elżbiety norymberskiej.

## Życie prywatne
Ze związku małżeńskiego z Janem doczekała się licznego potomstwa, z których sześcioro zmarło w młodym wieku. Byli nimi:
- Małgorzata (ur. 1408, zm. ?),
- Adolf (ur. 1409, zm. 1409),
- Otton (ur. 1410, zm. ?),
- Jan II (ur. 1411, zm. ?),
- Fryderyk (ur. 1412, zm. ?),
- Jan III (ur. wrzesień 1413, zm. 1413),
- Krzysztof III Bawarski (ur. 26 lutego 1416, zm. 5 stycznia 1448) – król Danii, Norwegii i Szwecji[5][a].

### Genealogia
| Bogusław V ur. w okr. 1317–1318 zm. w okr. 3 II–24 IV 1374 | Bogusław V ur. w okr. 1317–1318 zm. w okr. 3 II–24 IV 1374 |                                                                  |                                                                  | Adelajda Welf ur. ok. 1341 zm. być może 5 II 1407 | Adelajda Welf ur. ok. 1341 zm. być może 5 II 1407 |  |  | Henryk III ur. 1337 zm. 14 IV 1383 | Henryk III ur. 1337 zm. 14 IV 1383 |                                                      |                                                      | Ingeborga duńska ur. 1 IV 1347 zm. 16 VI 1370 | Ingeborga duńska ur. 1 IV 1347 zm. 16 VI 1370 |
|                                                            |                                                            |                                                                  |                                                                  |                                                   |                                                   |  |  |                                    |                                    |                                                      |                                                      |                                               |                                               |
|                                                            |                                                            |                                                                  |                                                                  |                                                   |                                                   |  |  |                                    |                                    |                                                      |                                                      |                                               |                                               |
|                                                            |                                                            | Warcisław VII ur. w okr. 1362–1363 najp. 1365 zm. 25 lutego 1395 | Warcisław VII ur. w okr. 1362–1363 najp. 1365 zm. 25 lutego 1395 |                                                   |                                                   |  |  |                                    |                                    | Maria ur. 1363–1367 zm. w okr. 9 VIII 1402–7 II 1403 | Maria ur. 1363–1367 zm. w okr. 9 VIII 1402–7 II 1403 |                                               |                                               |
|                                                            |                                                            |                                                                  |                                                                  |                                                   |                                                   |  |  |                                    |                                    |                                                      |                                                      |                                               |                                               |
|                                                            |                                                            |                                                                  |                                                                  |                                                   |                                                   |  |  |                                    |                                    |                                                      |                                                      |                                               |                                               |
|                                                            |                                                            |                                                                  |                                                                  |                                                   |                                                   |  |  |                                    |                                    |                                                      |                                                      |                                               |                                               |

|                              |                              | Jan Wittelsbach ur. 1383 zm. 14 III 1443 OO 25 IX 1407 | Jan Wittelsbach ur. 1383 zm. 14 III 1443 OO 25 IX 1407 | Katarzyna pomorska (ur. 1390 lub 1391, zm. 4 III 1426) | Katarzyna pomorska (ur. 1390 lub 1391, zm. 4 III 1426) |                       |                       |                         |                         |
|                              |                              |                                                        |                                                        |                                                        |                                                        |                       |                       |                         |                         |
|                              |                              |                                                        |                                                        |                                                        |                                                        |                       |                       |                         |                         |
|                              |                              |                                                        |                                                        |                                                        |                                                        |                       |                       |                         |                         |
| Małgorzata ur. 1408 zm. ?    | Małgorzata ur. 1408 zm. ?    | Adolf ur. 1409 zm. 1409                                | Adolf ur. 1409 zm. 1409                                | Otton ur. 1410 zm. ?                                   | Otton ur. 1410 zm. ?                                   | Jan II ur. 1411 zm. ? | Jan II ur. 1411 zm. ? | Fryderyk ur. 1412 zm. ? | Fryderyk ur. 1412 zm. ? |
|                              |                              |                                                        |                                                        |                                                        |                                                        |                       |                       |                         |                         |
| Jan III ur. IX 1413 zm. 1413 | Jan III ur. IX 1413 zm. 1413 | Krzysztof III Bawarski ur. 26 II 1416 zm. 5 I 1448     | Krzysztof III Bawarski ur. 26 II 1416 zm. 5 I 1448     |                                                        |                                                        |                       |                       |                         |                         |

## Śmierć
Księżna zmarła 4 marca 1426. Została pochowana w kościele zamkowym Najświętszej Maryi Panny w Neumarkt. Później jej ciało zostało przeniesione do klasztoru Brygidek w Gnadenbergu.

### Źródła online
- Cawley Ch, Palatinate. Table of contents. Ruprecht III 1398-1410 (ang.) [w]: Mediewal Lands. A prosopography of medieval European noble and royal families (ang.), [dostęp 2011-12-29].

### Opracowania
- Edward Rymar, Rodowód książąt pomorskich, Szczecin: Książnica Pomorska im. Stanisława Staszica, 2005, ISBN 83-87879-50-9, OCLC 69296056. Brak numerów stron w książce
- Szymański J.W., Książęcy ród Gryfitów, Goleniów – Kielce 2006, ISBN 83-7273-224-8.